# Phước Sang
Lưu Phước Sang (sinh ngày 2 tháng 7 năm 1969), thường được biết đến với nghệ danh Phước Sang, là một nam diễn viên kiêm nhà sản xuất điện ảnh người Việt Nam.

## Tiểu sử và Sự nghiệp
Phước Sang là người con thứ 6 trong một gia đình có 7 anh chị em. Anh có anh ruột là đạo diễn Lưu Huỳnh. Từ khi còn đi học, Phước Sang là thành viên nòng cốt của phong trào văn nghệ trường Mạc Đĩnh Chi. Anh diễn kịch câm, kịch hài trong đội kịch Nhà Văn hóa quận 6. Năm 15 tuổi, Phước Sang đậu thủ khoa vào lớp diễn viên khóa 9 Trường Nghệ thuật Sân khấu 2, niên khóa 1984–1989.
Phước Sang thành lập Sân khấu hài 135 Hai Bà Trưng (1990), Sân khấu kịch Sài Gòn (1998), Công ty Cổ phần Đầu tư Giải trí Phước Sang (2000), Sân khấu kịch Nam Quang (2002), Hãng phim Phước Sang (2002), Nhà hàng Nhân đôi (2004).
Phước Sang là người dẫn chương trình Rồng Vàng từ năm 2005.
Phước Sang còn làm MC cho chương trình Gameshow Chúc mừng sinh nhật trên HTV7 từ năm 2006 đến tháng 7 năm 2007.

## Các vai diễn
Một số vai diễn nổi bật của Phước Sang:
| Tên tác phẩm                | Thể loại                   | Năm  | Vai diễn               |
| --------------------------- | -------------------------- | ---- | ---------------------- |
| Xích lô                     | Tiểu phẩm hài              | 2004 | Chàng trai đạp xích lô |
| Một chuyến phiêu lưu        | Phim truyền hình thiếu nhi | 2004 | Ba Bin                 |
| Lục Vân Tiên                | Phim truyền hình nhiều tập | 2004 | Bùi Kiệm               |
| Áo gió bụi hồng             | Phim truyền hình nhiều tập | 2005 | Tấn                    |
| Khi đàn ông có bầu          | Phim điện ảnh              | 2005 | A Coóng                |
| Hồn Trương Ba, da hàng thịt | Phim điện ảnh              | 2006 | Sang hàng thịt         |
| Một dành cho em             | Phim truyền hình nhiều tập | 2010 | Tuy Đông               |
| Lôi Vũ                      | Kịch truyền hình           |      | Chu Bình               |
| Bông cúc xanh trên đầm lầy  | Kịch truyền hình           |      | Họa sĩ Nguyễn Vân      |
| Miền đất phúc               | Phim truyền hình           | 2007 | Sáu Tỷ                 |

## Sản xuất phim
Hãng phim Phước Sang sản xuất các phim truyện nhựa: "Em và Michael" (1994), "Khi đàn ông có bầu" (2005), "Đẻ mướn" (2005), "Áo lụa Hà Đông" (2006), "Huyền thoại bất tử" (2009), "Công chúa teen và ngũ hổ tướng" (2010), "Hello cô Ba" (2012), "Yêu anh, em dám không?" (2013)… và trên 20 phim truyện video và nhiều video ca nhạc, cải lương, hài... Hãng phim Phước Sang là hãng phim tư nhân đầu tiên có tác phẩm được nhận giải thưởng tại Liên hoan phim quốc tế ("Áo lụa Hà Đông" – giành giải do khán giả bình chọn tại LHP quốc tế Pusan, Hàn Quốc).

## Đời tư
Phước Sang quen Kim Thư khi làm bầu sô cho ca sĩ Trang Kim Yến, mẹ của nữ diễn viên này.
Năm 2005, Kim Thư tham gia bộ phim Lục Vân Tiên của đài HTV. Qua bộ phim này, Kim Thư và Phước Sang gặp lại nhau và tiến tới tình cảm sâu đậm. Cả hai sống chung với nhau như vợ chồng nhưng chưa một lần nghĩ đến chuyện đám cưới.
Năm 2007, Kim Thư sinh bé Dollar, con trai đầu lòng của cô và Phước Sang ở Mỹ. Cùng thời gian đó, Phước Sang bị đột quỵ phải vào bệnh viện cấp cứu ở Singapore. Anh bị liệt nửa người và phải điều trị trong thời gian dài.
Năm 2008, Kim Thư sinh bé Phước Thịnh, con trai thứ hai.
Năm 2012, Phước Sang bị doanh nhân Chung Minh tố quỵt nợ hơn 3 tỷ đồng và chiếm dụng chiếc xe Mercedes trị giá gần 2 tỷ đồng. Nhưng sau đó, Phước Sang đã lên tiếng thanh minh về vụ việc và cho biết mình nợ vì kẹt vốn làm phim cũng như kinh doanh.
Cũng trong năm 2012, Kim Thư chia sẻ với báo giới, cô và Phước Sang đã ly hôn hơn một năm.